# 克勞福德 (佛羅里達州)
克勞福德（英語：Crawford）是位於美國佛羅里達州拿騷縣的一個非建制地區。該地的面積和人口皆未知。

## 地理
克勞福德的座標為30°30′35″N 81°52′52″W / 30.50972°N 81.88111°W，而該地的平均海拔高度為26米（即85英尺）。